# Pimpla distincta
Pimpla distincta är en stekelart som först beskrevs av Setsuya Momoi 1971.  Pimpla distincta ingår i släktet Pimpla och familjen brokparasitsteklar. Inga underarter finns listade i Catalogue of Life.